# Karl Heinrich von Nassau-Siegen
Karl Heinrich Nikolaus Otto von Nassau-Siegen (franz.: Charles Henri Nicolas Othon, prince de Nassau-Siegen; russ.: Карл Генрих Нассау-Зиген; * 5. Januar 1743 in Senarpont; † 10. April 1808 in Tynna) war ein französischer Abenteurer und Marineoffizier, der als Generalmajor der spanischen Armee und Admiral der russischen Ruderflotte im Zweiten Türkenkrieg in ganz Europa Bekanntheit erlangte.

## Leben

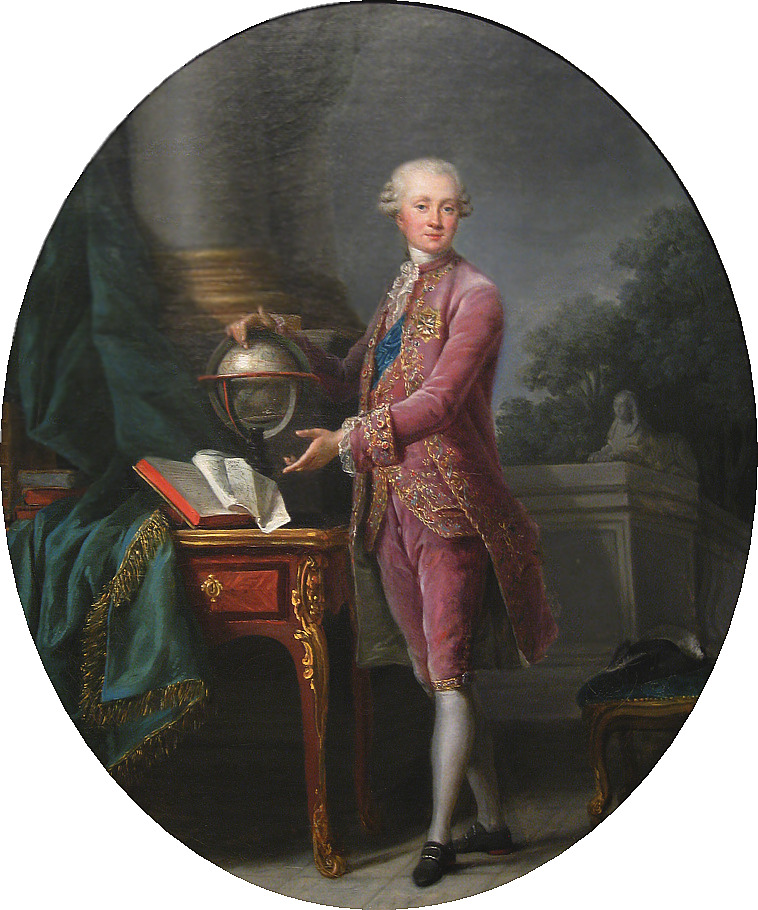
Karl Heinrich Nikolaus Otto, Prinz von Nassau-Siegen

Nassaus familiäre Herkunft ist umstritten. Sein 1748 verstorbener Vater, Maximilien Guillaume Adolphe, wurde postum 1756 von der französischen Rechtsprechung als ein ehelicher Nachkomme des Emmanuel Ignatius zu Nassau-Siegen legitimiert. Damit war er in Frankreich berechtigt den Titel „Prince de Nassau-Siegen“ zu führen, allerdings wurde dieses Urteil von keinem Angehörigen des Adelshauses Nassau je anerkannt.
Mit fünfzehn Jahren trat Nassau in die königliche Marine Frankreichs ein. Später führte er eine Existenz als Libertin und Glücksspieler an den Höfen von Wien, Warschau, Madrid und Versailles. Wohl auf der Flucht vor seinen Gläubigern schloss er sich 1766 der Weltumsegelung Bougainvilles an, die durch den Atlantik, Kap Horn umrundend, durch den Pazifik und entlang der Küste Afrikas zurück nach Frankreich führte. Auf dieser Reise entwickelte Nassau diplomatische Fähigkeiten bei der Kontaktaufnahme mit den Bewohnern der Südseeinseln. Beispielsweise konnte er 1768 König Ereti von Tahiti von den friedlichen Absichten der Franzosen überzeugen.
1769, nach der erfolgreichen Rückkehr der Expedition, kämpfte der Marineoffizier in französischen, spanischen und russischen Diensten auf den Kriegsschauplätzen Europas. 1779 scheiterte Nassaus Versuch die Insel Jersey für Frankreich zu erobern. Von König Karl III. von Spanien erhielt er nach der Belagerung von Gibraltar (1779–1783) die Beförderung zum Generalmajor und die Ernennung zum Granden erster Klasse.
Auf seinen Reisen lernte Nassau 1783 in Spa Giacomo Casanova und 1784 in Grodno den Naturforscher Georg Forster kennen.
Zarin Katharina die Große ernannte ihn 1783 zum russischen Konteradmiral. 1788 siegte Nassau in der Seeschlacht vor Otschakow gegen eine weit überlegene türkische Flotte, worauf diese Stadt von den russischen Truppen erobert werden konnte. Im russisch-schwedischen Krieg (1788–1790) siegte er am 24./25. August 1789 in der ersten Schärenschlacht am Svensksund und 1790 am Björkösund über die Schweden unter König Gustav III. In der Nacht vom 2. auf den 3. Juli griff er im Spießrutenlauf von Wyborg eine Abteilung der Schweden von Süden an und zwang diese nach 3½ Stunden Kampf zum Rückzug.  Am 9. Juli 1790 musste er in der zweiten Schärenschlacht am Svensksund eine Niederlage gegen die Schweden hinnehmen. Bei dieser Seeschlacht, der größten, die je in der Ostsee stattfand, verlor er ein Drittel seiner Flotte. Der Krieg endete in einem Unentschieden.
Danach wurde Nassau von der Zarin an den Rhein geschickt, wo er am Kampf gegen das revolutionäre Frankreich teilnehmen sollte. Nach dem Frieden von Amiens 1802 bemühte er sich vergeblich um einen Posten im französischen Heer Napoleon Bonapartes. Er kehrte nach Russland zurück, wo er 1808 auf dem ukrainischen Landgut Tynna starb.
Nassau liegt begraben in der Katharinenkathedrale in Cherson.
Verheiratet war Nassau seit 1780 mit der polnischen Gräfin Karolina Gozdzka (* 1747; † 1807). Die Ehe blieb kinderlos.
Auszeichnungen:
- 1774: Ritter des Ordens vom weißen Adler
- 1788: Komtur des Ordens vom heiligen Georg
- 1789: Ritter des Ordens vom heiligen Andreas
- Ihm zu Ehren wurde die Pflanzengattung Nassauvia Comm. ex Juss. aus der Familie der Korbblütler (Asteraceae) benannt.[2]